# ZU-23-2M羅貝爾艦炮
ZU-23-2M「羅貝爾」（波蘭語：ZU-23-2M Wróbel；Wróbel，意為：麻雀）是在1970年代由波兰以ZU-23-2雙管高射炮為藍本研製及生產的雙管水平並排式海軍23毫米舰载高平兩用砲，並且在波蘭艦艇以上使用，發射23×152毫米B苏联口徑机炮炮彈。

## 歷史
波兰設計ZU-23-2M，用以取代由苏联研製、在波蘭海軍部分艦艇使用，但已過時的2M-3M 25毫米艦炮。它被用以安裝在不適合安裝蘇聯AK-230艦炮的超小型艦艇（AK-230已經是適用小型艦艇的型號），因為它要求「甲板穿透」（在甲板下方需要適量的安裝空間），而且該艦炮的成本高昂。
新型艦炮是以ZU-23-2牽引式雙管高射炮為藍本，而波兰自1972年由塔爾努夫機械廠獲前苏联特許本土生產的。1970年，華沙科技軍事大學啟動了研製其修改為海軍艦載機炮版本的工作。該項目最初代號為「蛇鷲」，其後改為「麻雀」。1972年，塔爾努夫的機械設備研究與發展中心制定了該艦載機炮的戰術指標和初步設計，並獲批准以後作進一步的工作要求。
1975年，三台原型機進行了改造，其中兩台已經進行的測試包括：1976年，發現一艘安裝在掃雷艦的測試型艦炮出現缺陷，並將其拆卸下來；1979年，波蘭生產了6台經過進一步修改的原型艦炮，並從當年10月開始測試；同年12月，在同一艘掃雷艦以上的艦炮原型獲准大量生產並且為ZU-23-2M「麻雀」（“M”可能是，中文“海”的縮寫）
ZU-23-2M的其他名稱還有：PAM-23（波蘭語：Przeciwlotnicza Armata Morska，意為：海軍防空炮），23-2PAM或「羅貝爾I」（與「羅貝爾II」區分）。
由於該項目的延遲導致測試期限縮短，結果首個系列在運作期間發現各式缺陷，包括機構和液壓驅動器超載。它們在一個又一個彼此不同的後續生產的艦炮系列被相繼地移除了。1983年，該艦炮裝上了一個新型機構以重新裝填。總體而言，ZM塔爾努夫和OB-R SM塔爾努夫分別生產了80台和約50台ZU-23-2M，並且安裝在波蘭的艦艇以上。1990年，該艦炮的生產結束。然後，原廠目前更為大量生產該艦炮的改進版本——ZU-23-2MR「羅貝爾II型」。

## 應用
ZU-23-2M曾經安裝在波蘭海軍艦艇以上（假定一艘艦上安裝的組數）：
- 1艘護衛艦 項目620 ORP“Kaszub”（波兰语：ORP Kaszub (1987)）（3台）
- 11艘反潛艇 項目918M（後來裝上1台——取代2M-3M艦炮（波兰语：2M-3M））
- 5艘巡邏艇 項目918（後來裝上1台——取代2M-3M艦炮（波兰语：2M-3M），然後轉移到邊防）
- 1艘掃雷艇 項目207D ORP“戈普沃湖”（波兰语：ORP Gopło）（1台）
- 12艘掃雷艇 項目207P（波兰语：Trałowce projektu 207）（加裝1台）
- 1艘運輸及佈雷艇 項目767 ORP“格涅茲諾”（波兰语：ORP Gniezno）（對於這種類型的其他艦艇的以後4台被羅貝爾II所取代）
- 3艘運輸艦 項目716（加裝1台）
- 2艘訓練艦 項目888（波兰语：Okręty szkolne typu Wodnik）：ORP“水瓶座”（波兰语：ORP Wodnik）和ORP“格里芬”（波兰语：ORP Gryf (1976)）（加裝2台——自1985年取代2M-3M艦炮（波兰语：2M-3M））
- 1艘燃料補給艦 項目B199 Z-8（波兰语：Z-8）（2台）
- 1艘燃料補給艦 項目ZP-1200 ORP“Bałtyk”（波兰语：ORP Bałtyk (1991)）（2台）
- 1艘水補給艦 項目ZW2（2台）
- 3艘浮動消磁艦 項目B208（後來裝上1台——取代2M-3M艦炮（波兰语：2M-3M））
- 2艘魚雷回收艦K-11（波兰语：K-11 (1971)）和K8型鸕鶿（後來裝上1台）
- 3艘運輸艦 項目717（後來裝上1台），也門海軍

## 共享
在科沃布熱格，遊客可登上從反潛艦項目918M以上拆卸下來的該舰载式機炮。

## 資料來源
1. 1 2 3 4 5  J. Ciślak, Polska..., s. 215-216

## 外部連結
- （波兰語）—Podwójnie sprzężona uniwersalna armata morska kalibru 23mm ZU-23-2M Wróbel[]
- （波兰語）—Wykop.pl—Strzelanie z "ZU-23-2MR Wróbel II" （页面存档备份，存于）